# Spirit of Manila Airlines
Spirit of Manila Airlines Corporation, que opera como Spirit of Manila Airlines, es una aerolínea de bajo coste con base en Roxas Sea Front Garden en Pásay, Filipinas. Su base de operaciones principal es el Aeropuerto Internacional Diosdado Macapagal.

## Destinos
Spirit of Manila Airlines opera a los siguientes destinos en septiembre de 2010:
- Filipinas
  - Clark – Aeropuerto Internacional Diosdado Macapagal Base
- República de China (Taiwán)
  - Taipéi – Aeropuerto Internacional de Taiwán Taoyuan
- Palau 
  - Koror – Aeropuerto Internacional de Palau
- Macao
  - Macao – Aeropuerto Internacional de Macao

## Flota
La flota de Spirit of Manila Airlines se compone de las siguientes aeronaves (a 1 de diciembre de 2010):